# Jeri Lynne Johnson
Pour les articles homonymes, voir Johnson.
Jeri Lynne Johnson est la fondatrice et la directrice artistique du Black Pearl Chamber Orchestra, un orchestre professionnel de Philadelphie. 
De 2001 à 2004, elle a été directrice adjointe du Chamber Orchestra of Philadelphia.